# HTML 타이디
HTML 타이디(HTML Tidy)는 유효하지 않은 HTML, 웹 접근성 오류를 고치고 출력되는 마크업의 레이아웃과 들여쓰기 스타일을 개선하기 위한 콘솔 응용 프로그램이다. 프로그래머들이 컴퓨터 응용 프로그램들에 HTML 타이디의 기능을 추가할 수 있는 크로스 플랫폼 라이브러리도 존재한다.

## 역사
W3C의 데이브 레겟이 처음 개발하였으며 그 뒤 2003년 소스포지 프로젝트로 출시되어 여러 명의 유지보수자들에 의해 관리되고 있다.
2012년에 이 프로젝트는 깃허브로 이동되었으며 W3C의 마이클 스미스에 의해 유지보수되고 있으며, 여기에서 중요한 HTML5 지원이 추가되었다.
2015년 htacg(HTML Tidy Advocacy Community Group)이 W3C 커뮤니티 그룹 차원에서 HTML 타이디의 관리와 개발을 떠맡기 위해 창설되었다.
소스 코드는 최대한의 포팅 가능성을 위해 ANSI C로 작성되어 있으며 컴파일된 이진 파일들은 다양한 플랫폼에서 사용할 수 있다. W3C Software Notice and License(관대한 BSD 스타일 라이선스)로 이용 가능하다. 최신 버전들은 현재 깃허브 깃 버전 관리 저장소로부터 클론된 소스 코드로나 깃허브 릴리스 저장소의 개별 운영 체제에 대한 이진 패키지로 사용이 가능하다.
잘못된 HTML을 수정하는 예는 다음과 같다:
- 혼재된 태그를 바로 잡기
- 존재하지 않거나 일치되지 않는 종료 태그 수정
- 존재하지 않는 항목 추가 (일부 태그, 인용 등)
- 사유 HTML 확장 기능 보고
- 마크업 레이아웃을 미리 정의된 스타일로 변경
- 일부 인코딩의 문자열들을 HTML 엔티티로 변환

## HTML 타이디 애플리케이션
온라인 HTML 타이디(Online HTML Tidy)는 자유 웹 브라우저 애플리케이션의 하나로서 유효하지 않은 HTML 코드를 정정하고 원하는 정리 옵션을 실행할 수 있다.

## 같이 보기
- HTML 파서 비교
- CSSTidy